# Synodontis greshoffi
Synodontis greshoffi är en fiskart som beskrevs av Schilthuis, 1891. Synodontis greshoffi ingår i släktet Synodontis och familjen Mochokidae. IUCN kategoriserar arten globalt som livskraftig. Inga underarter finns listade i Catalogue of Life.